# Бучанська спеціалізована загальноосвітня школа-інтернат I-III ступенів з поглибленим вивченням іноземних мов

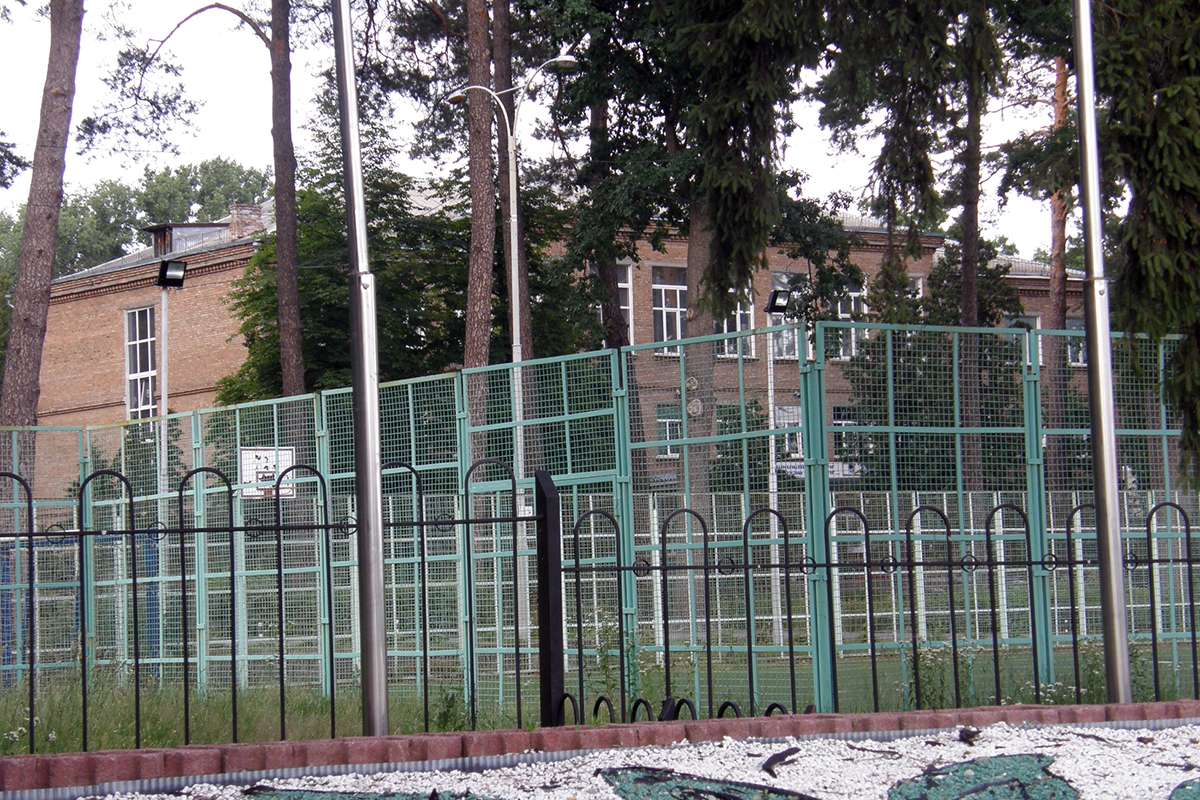
будівля інтернату, типовий проєкт 2-02-73

Бучанська спеціалізована загальноосвітня школа-інтернат I—III ступенів з поглибленим вивченням іноземних мов — комунальний заклад Київської обласної ради у місті Буча.

## Історія
Заклад існує з 1960 року. Раніше у школі-інтернаті одночасно проживало, виховувалося і навчалося до 500 дітей, які мали статус сироти або дитини, позбавленої батьківського піклування. Зараз таких у закладі лише 40 із майже 600 дітей.
Бучанська школа-інтернат мала статуси:
- з 1960 по 1979 — Загальноосвітня школа-інтернат;
- з 1979 по 1989 — Загальноосвітня 8-річна школа-інтернат для дітей-сиріт;
- з 1989 по 2002 — Загальноосвітня школа-інтернат для дітей-сиріт та дітей, позбавлених батьківської опіки з поглибленим вивченням трудового навчання;
- з 2002 по 2009 — Спеціалізована загальноосвітня школа-інтернат для дітей сиріт та дітей, позбавлених батьківської опіки з поглибленим вивченням іноземних мов;
- з 2009 — Комунальний заклад Київської обласної ради «Бучанська спеціалізована загальноосвітня школа-інтернат І-ІІІ ступенів з поглибленим вивченням іноземних мов».

## Сьогодення
У школі навчаються діти Київщини, які мають лінгвістичні здібності. Зараховують їх на конкурсній основі. У закладі вивчають англійську, російську, німецьку, французьку та італійську мови.
У спеціалізованих класах навчаються вихованці школи-інтернату, які проживають у закладі і перебувають на повному державному утриманні та діти, які лише навчаються в школі. Крім того, у закладі функціонують класи, де навчаються виключно вихованці інтернату за базовими навчальними програмами загальноосвітніх шкіл.
Станом на вересень 2010 школа мала понад 80 комп'ютерів. Усі підключені до Інтернету. Є велика бібліотека з плазмовим телевізором, тренажерний зал, спортивний комплекс, стадіон зі штучним покриттям.
На базі інтернату діють школа юного тенісиста, естетичний комплекс «Дивосвіт», гуртки театрального, образотворчого мистецтва, дизайну тощо. При храмі Успіння створено духовно-християнський центр, проводяться недільні заняття.
Багато уваги приділяється поліпшенню житлових умов та забезпеченню учнів медичними послугами високого рівня. Відремонтовано спальний корпус, створено кімнату ароматерапії. Для колишніх випускників, які залишилися без даху над головою, передбачено окремий соціальний блок — із плитами, холодильниками, посудом.

## Керівники— заслужені вчителі України
- Поліщук Корній Фролович — перший директор, очолював школу в 1960—1968[1].
- Наконечний Михайло Петрович — директор з 1991 року.

## Виноски
1. ↑  Людмила Гладська: «Золотий ювілей школи», «Бучанські новини» № 44 (349), 5 листопада 2010, стор. 10.